# Adam Danko
Adam Danko (27 giugno 2003) è un calciatore slovacco, portiere del Podbrezová.

## Carriera

### Club
È cresciuto nel settore giovanile del Podbrezová, ed ha debuttato in prima squadra il 22 maggio 2021 nell'incontro di 2. Liga pareggiato 1-1 contro il Šamorín. Nel mercato invernale del 2023 è passato in prestito al Pohronie per giocare con maggior frequenza.
Rientrato al Podbrezová, nel 2024 è stato nominato nuovo portiere titolare.

### Nazionale
Ha giocato nelle nazionali giovanili slovacche Under-15, Under-17, Under-18 ed Under-19.
Nel 2023 è stato selezionato dalla Slovacchia Under-20 per disputare il Campionato mondiale di calcio Under-20 2023; in seguito ha giocato anche con la nazionale slovacca Under-21.

## Statistiche

### Presenze e reti nei club
Statistiche aggiornate al 15 febbraio 2025.
| Stagione        | Squadra         | Campionato      | Campionato | Campionato | Coppe nazionali | Coppe nazionali | Coppe nazionali | Coppe continentali | Coppe continentali | Coppe continentali | Altre coppe | Altre coppe | Altre coppe | Totale | Totale | Totale |
| Stagione        | Squadra         | Comp            | Pres       | Reti       | Comp            | Pres            | Reti            | Comp               | Pres               | Reti               | Comp        | Pres        | Reti        | Pres   | Reti   |        |
| --------------- | --------------- | --------------- | ---------- | ---------- | --------------- | --------------- | --------------- | ------------------ | ------------------ | ------------------ | ----------- | ----------- | ----------- | ------ | ------ | ------ |
| 2020-2021       | Podbrezová      | 1L              | 1          | -1         | CS              | 0               | 0               | -                  | -                  | -                  | -           | -           | -           | 1      | -1     |        |
| 2022-gen. 2023  | Podbrezová      | SL              | 0          | 0          | CS              | 0               | 0               | -                  | -                  | -                  | -           | -           | -           | 0      | 0      |        |
| gen.-giu. 2023  | Pohronie        | 1L              | 10         | -10        | CS              | 0               | 0               | -                  | -                  | -                  | -           | -           | -           | 10     | -10    |        |
| 2023-2024       | Podbrezová      | SL              | 5          | -14        | CS              | 7               | -4              | -                  | -                  | -                  | -           | -           | -           | 12     | -18    |        |
| 2024-2025       | Podbrezová      | SL              | 20         | -26        | CS              | 0               | 0               | -                  | -                  | -                  | -           | -           | -           | 20     | -26    |        |
| Totale carriera | Totale carriera | Totale carriera | 36         | -51        |                 | 7               | -4              |                    | -                  | -                  |             | -           | -           | 43     | -55    |        |

## Palmarès

### Club

#### Competizioni nazionali
- 2. Liga: 1

Podbrezová: 2021-2022